# Szabadság tér
Szabadság tér (lett. "Piazza della Libertà") è una piazza che si trova a Budapest nel quartiere di Lipótváros.
La piazza è stata realizzata nel 1886 nel luogo in cui Lajos Batthyány venne giustiziato il 6 ottobre 1849.
Oggi la piazza ospita l'Ambasciata degli Stati Uniti e la sede della Banca nazionale ungherese oltre a molti edifici in stile Liberty e a due statue dedicate a Ronald Reagan ed a Harry Hill Bandholtz. Nella piazza esiste ancora un monumento sovietico ed un memoriale per le vittime dell'occupazione tedesca che ricordano la liberazione dell'Ungheria dalla dominazione nazista del 1945.

## Galleria d'immagini

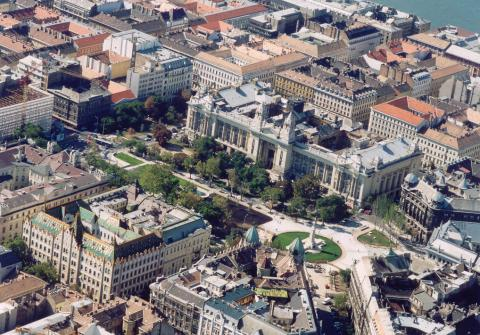
L'ex Palazzo della Borsa dall'alto
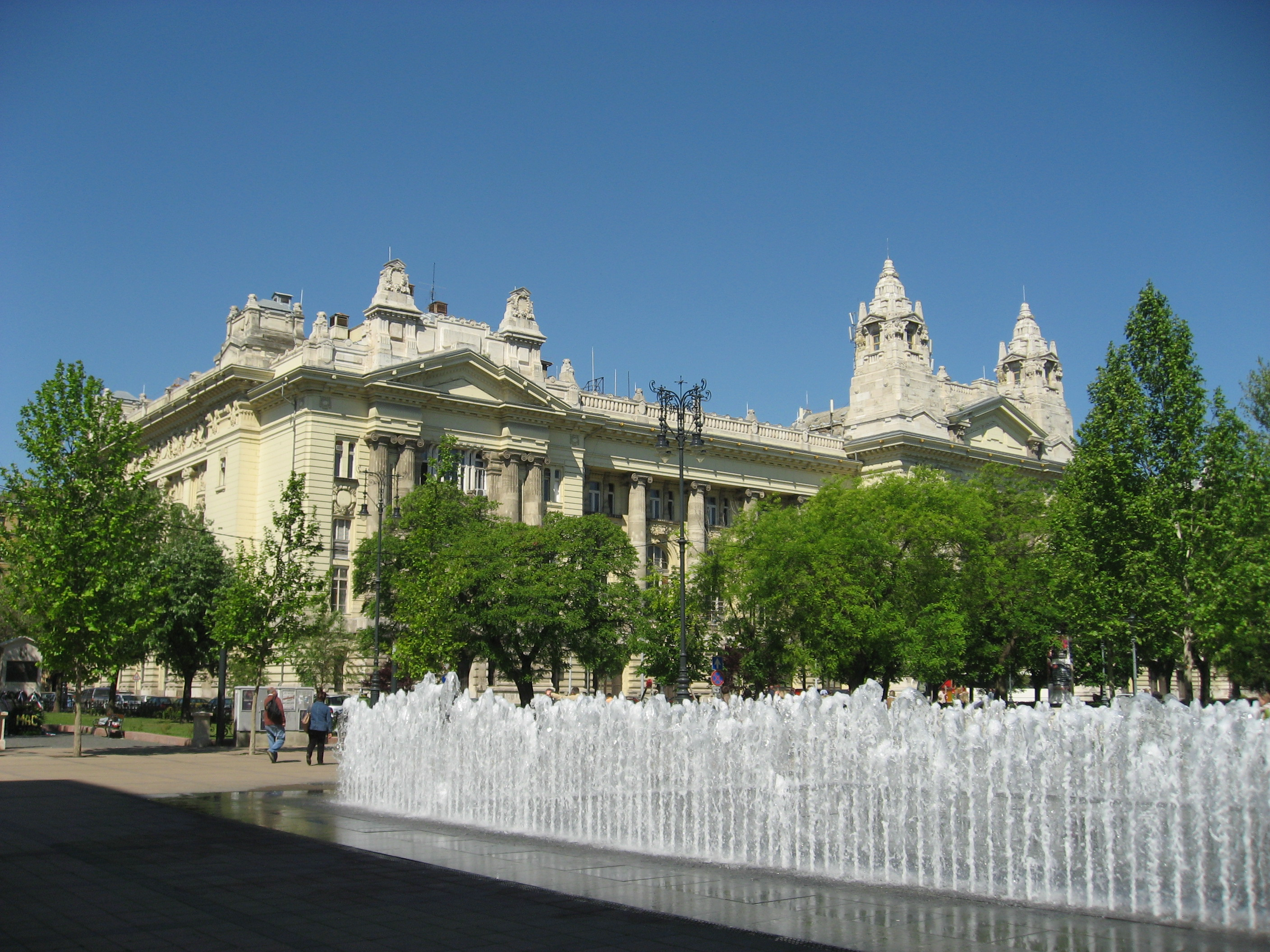
L'ex Palazzo della Borsa
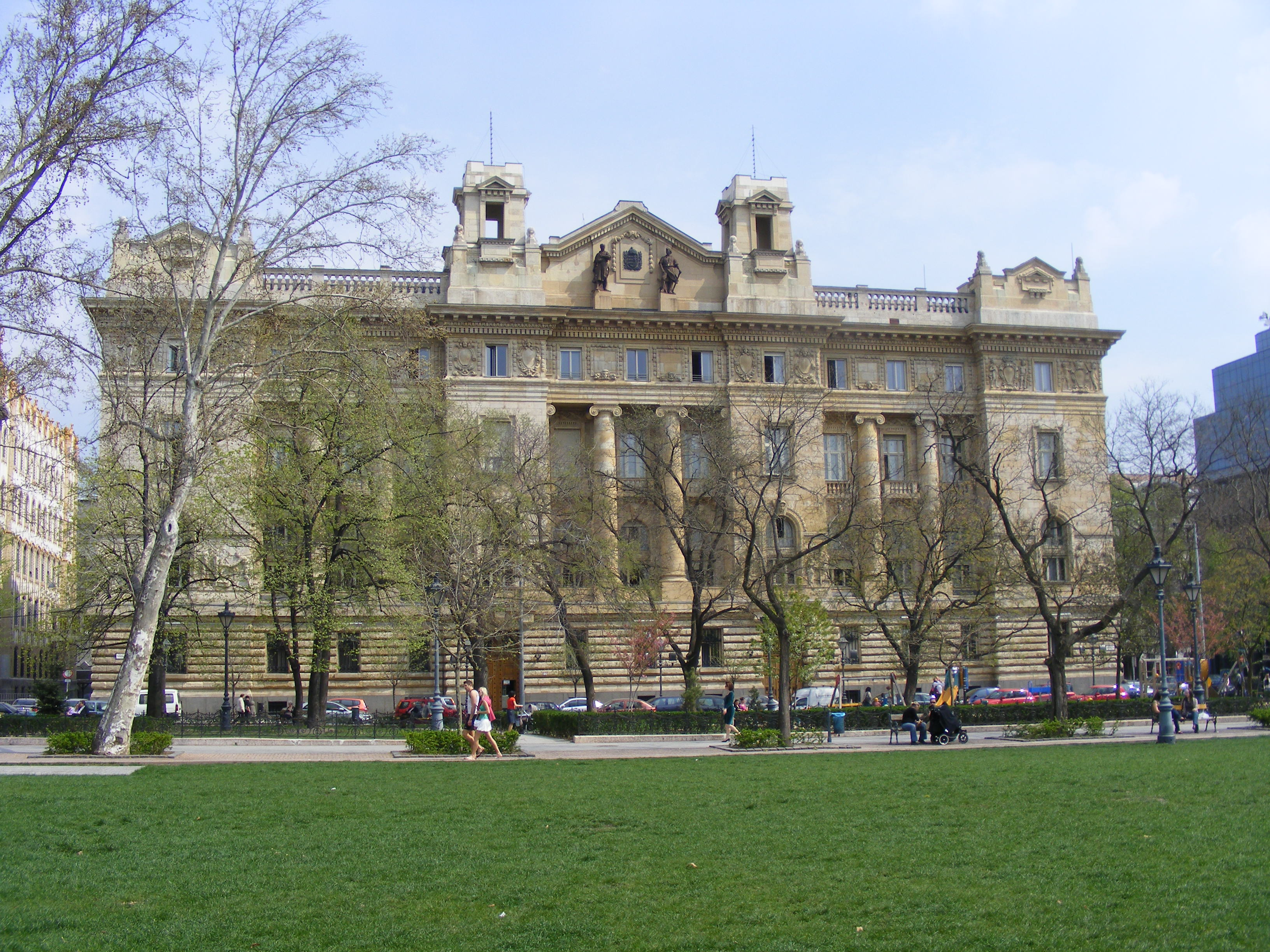
Banca nazionale ungherese
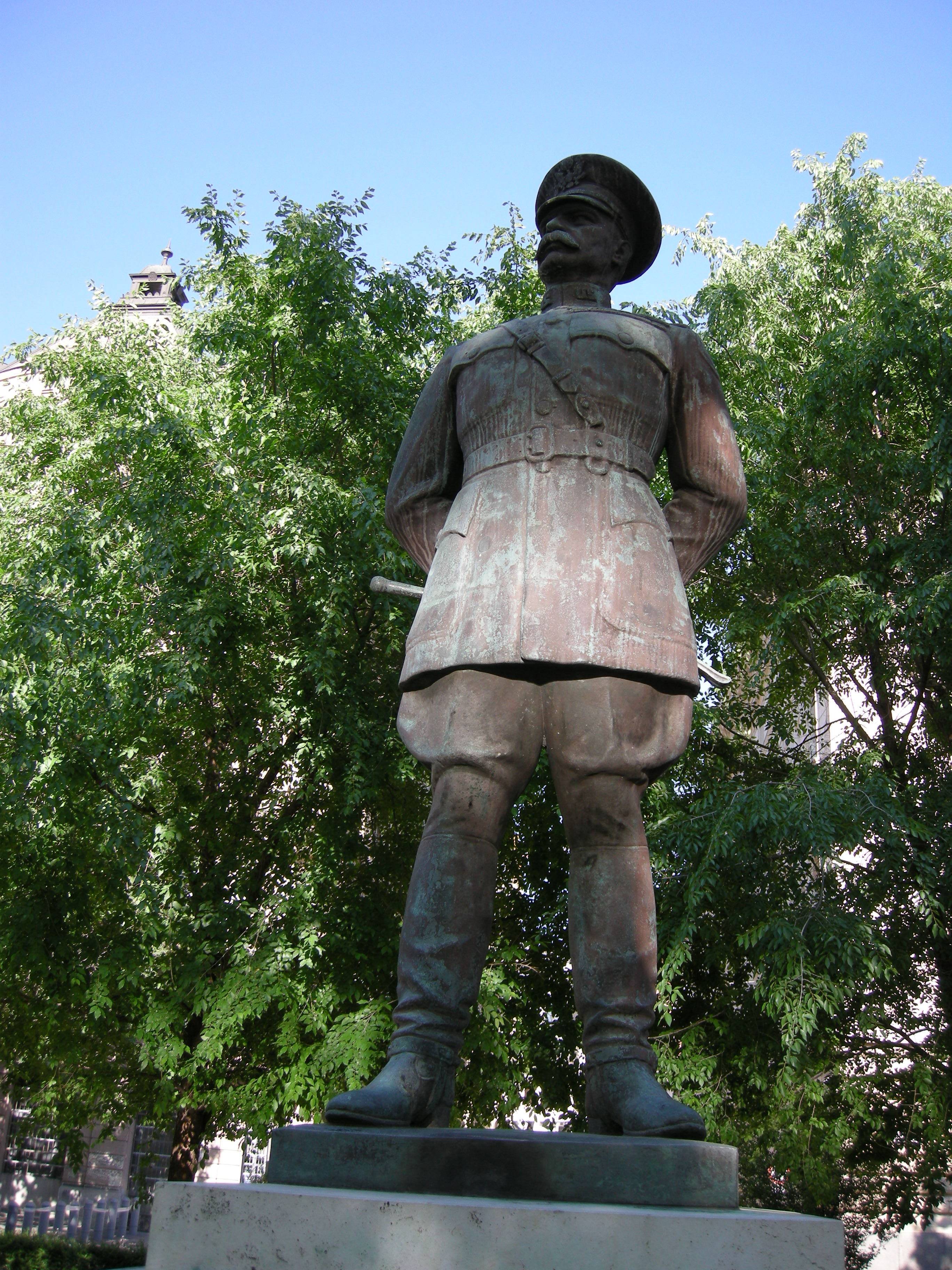
Statua del generale statunitense Harry Hill Bandholtz
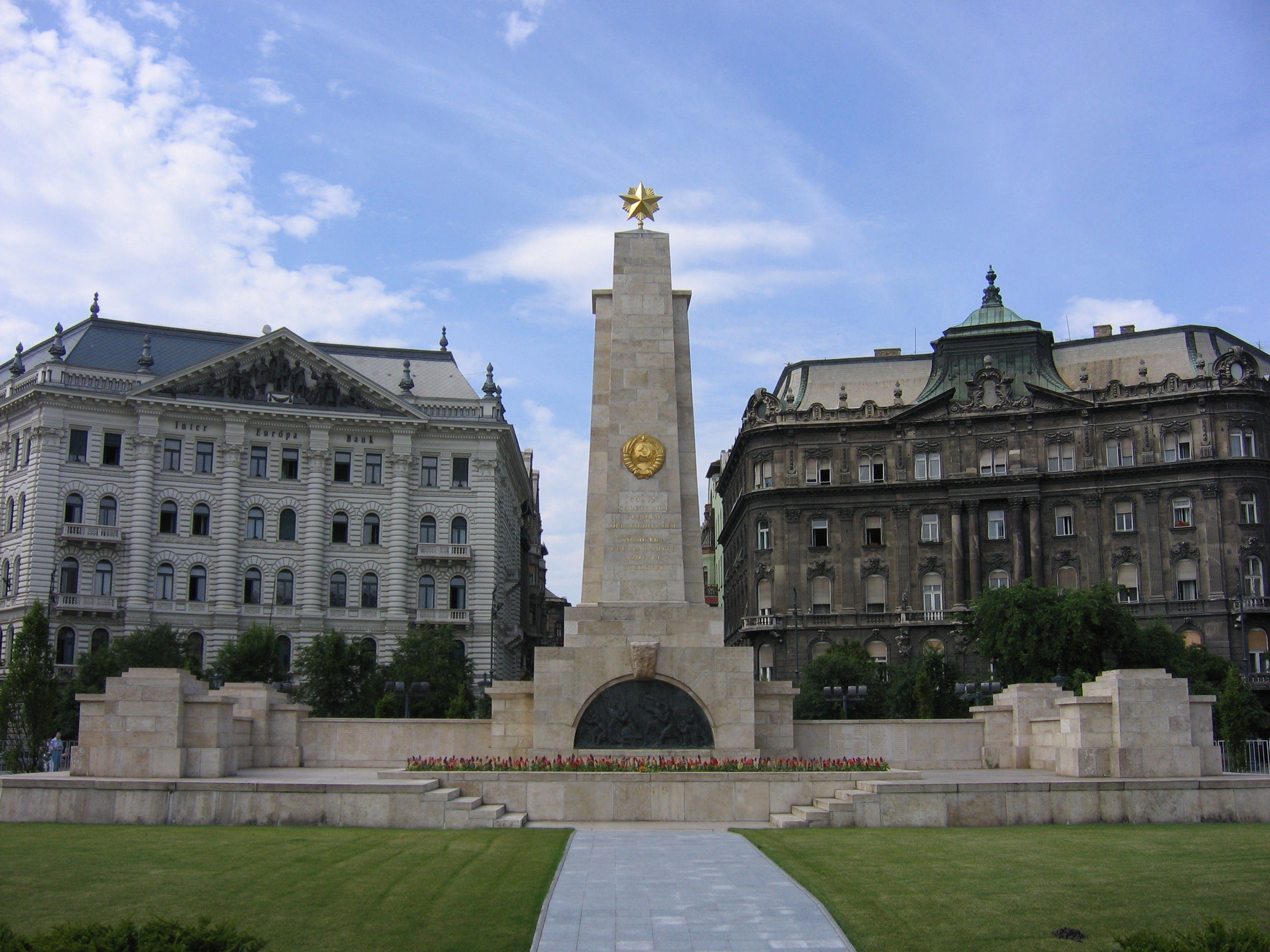
Monumento sovietico
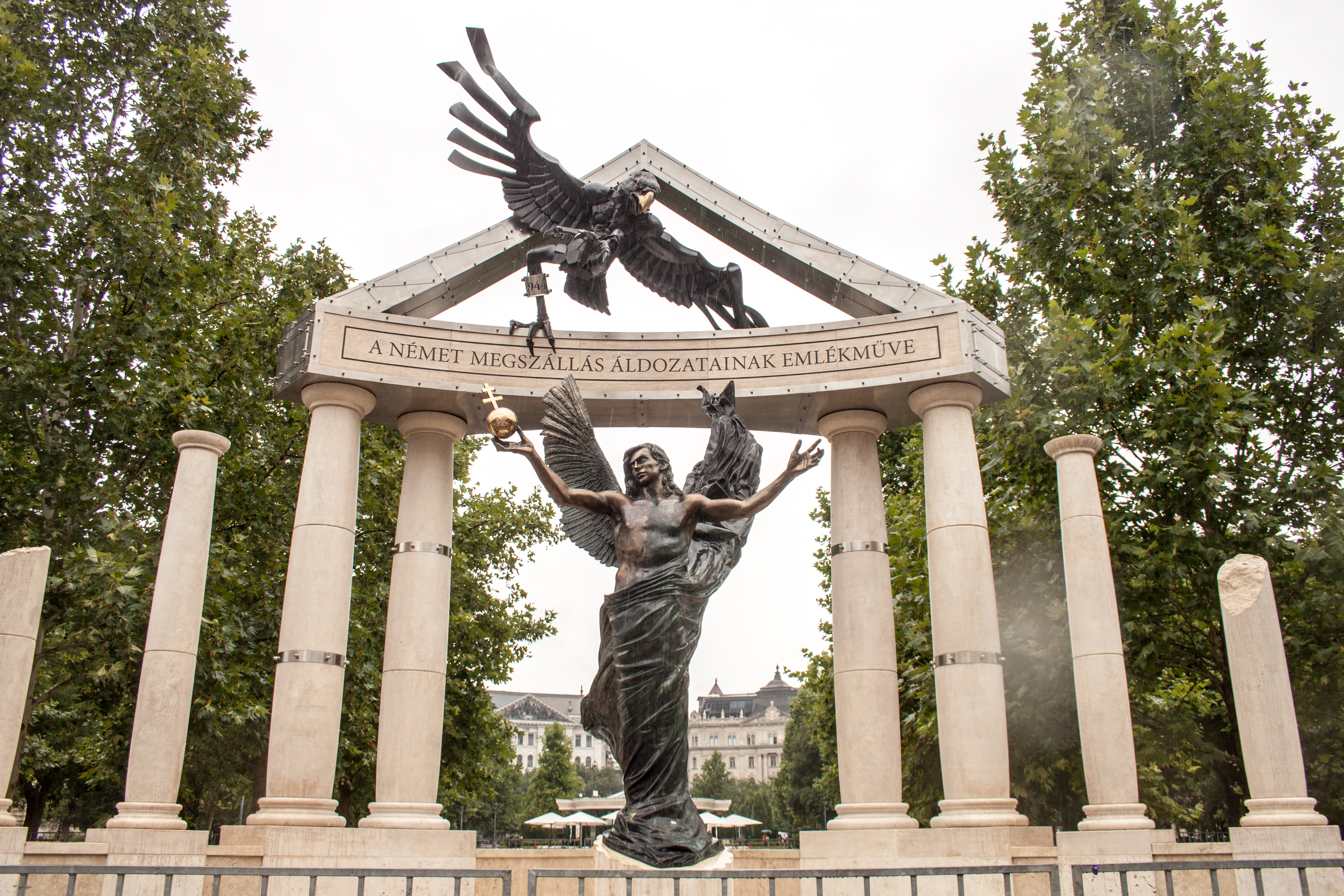
Il memoriale alle vittime dell'occupazione nazista (2014)